# Оноківська сільська рада
Оноківська сільська рада — колишній орган місцевого самоврядування у Ужгородському районі Закарпатської області з адміністративним центром у                      с. Оноківці.

## Населені пункти
Сільській раді підпорядковані населені пункти:
- с. Оноківці
- с. Оріховиця

## Склад ради
Рада складається з 14 депутатів та голови.
- Голова ради: Машіка Павло Юрійович
- Секретар ради: Газа Михайло Михайлович

## Керівний склад сільської ради
| ПІБ                      | Основні відомості                                                 | Дата обрання | Дата звільнення |
| ------------------------ | ----------------------------------------------------------------- | ------------ | --------------- |
| Дмитрук Віктор Танасович | Сільський голова, 1955 року народження, освіта, безпартійний      | 26.03.2006   | 31.10.2010      |
| Дмитрук Віктор Танасович | Сільський голова, 1955 року народження, освіта вища, безпартійний | 31.10.2010   | 19.02.2014      |
| Машіка Павло Юрійович    | Сільський голова, 1985 року народження, освіта вища, безпартійний | 26.10.2014   | 25.10.2015      |
| МашІка Павло Юрійович    | Сільський голова, 1985 року народження, освіта вища, безпартійний | 25.10.2015   | т.ч.            |

Примітка: таблиця складена за даними джерела

### Депутати
За результатами місцевих виборів 2015 року депутатами ради стали:[недоступне посилання з липня 2019]

#### За округами
| и]№ округу | Прізвище, ім'я, по батькові   | Дата визнання обраним | Освіта             | Партійна приналежність | Відомості про обраного депутата                     |
| ---------- | ----------------------------- | --------------------- | ------------------ | ---------------------- | --------------------------------------------------- |
| 1          | Плавайко Марія Михайлівна     | 25.10.2015            | вища               | позапартійна           | ПАТ "Альфа-Банк", головний спеціаліст               |
| 2          | Гуштан Дмитро Володимирович   | 25.10.2015            | вища               | позапартійний          | ГУ ДФС в Закарпатській області, головний спеціаліст |
| 3          | Зуб Світлана Олексіївна       | 25.10.2015            | середня спеціальна | позапартійна           | Часлівецька ЗОШ-інтернат І-ІІ ст., вихователь       |
| 4          | Глодан Василь Васильович      | 25.10.2015            | середня спеціальна | позапартійний          | ПАТ "Закарпаттяобленерго", черговий підстанції      |
| 5          | Яночко Павло Павлович         | 25.10.2015            | середня спеціальна | позапартійний          | Оноківська сільська рада, секретар                  |
| 6          | Газа Михайло Михайлович       | 25.10.2015            | вища               | позапартійний          | тимчасово не працює                                 |
| 7          | Керецман Юрій Васильович      | 25.10.2015            | вища               | позапартійний          | тимчасово не працює                                 |
| 8          | Роман Ласло Васильович        | 25.10.2015            | середня спеціальна | позапартійний          | ФОП                                                 |
| 9          | Бабидорич Марія Петрівна      | 25.10.2015            | вища               | позапартійна           | Оноківська сільська рада, діловод                   |
| 10         | Гливка Милослав Станіславович | 25.10.2015            | вища               | позапартійний          | ТОВ "Буделектромеханіка", директор                  |
| 11         | Ільницький Василь Іванович    | 25.10.2015            | вища               | позапартійний          | газета "Срібна Земля ФЕСТ", головний редактор       |
| 12         | Мигалина Іван Іванович        | 25.10.2015            | вища               | позапартійний          | Санаторій "Малятко", завідувач господарством        |
| 13         | Комар Олександр Михайлович    | 25.10.2015            | загальна середня   | позапартійний          | ШБУ-58, водій                                       |
| 14         | Гринчук Ярослав Васильович    | 25.10.2015            | вища               | позапартійний          | ПАТ "Закарпаттяобленерго", водій                    |